# Orthomitrium tuberculatum
Orthomitrium tuberculatum är en bladmossart som beskrevs av Lewinsky-haapasaari och Marshall Robert Crosby 1996. Orthomitrium tuberculatum ingår i släktet Orthomitrium och familjen Orthotrichaceae. Inga underarter finns listade i Catalogue of Life.